# زیردریایی کلاس ژولیت
زیردریایی کلاس ژولیت (به انگلیسی: Juliett-class submarine) یک کلاس از زیردریایی است که طول آن 90 m (281 ft 9 in) می‌باشد.